# Thuốc chẹn beta
Các thuốc chẹn beta (tiếng Anh:beta blocker) hay thuốc đối kháng beta, thuốc đối kháng thụ thể beta, thuốc đối kháng thụ thể tuyến thượng thận beta, thuốc ức chế beta là một lớp dược phẩm tác động lên thụ thể beta. Các thụ thể beta được tìm thấy ở các tế bào cơ tim, cơ trơn, tế bào của các đường dẫn khí, động mạch, thận, và ở các mô khác thuộc hệ thần kinh giao cảm và dẫn đến đáp ứng stress, đặc biệt là khi các thụ thể này đang được kích thích bởi epinephrine (hoócmôn tuyến thượng thận). Các chẹn beta can thiệp đến sự gắn vào thụ thể của epinephrine và các hoócmôn stress khác, và làm giảm hiệu quả của các hoócmôn stress. Thuốc chẹn beta được dùng để kiểm soát các rối loạn nhịp tim, phòng ngừa cho tim khỏi bị một cơn nhồi máu cơ tim lần 2 (phòng ngừa thứ phát), và cao huyết áp.